# Lễ trao giải Phim truyền hình KBS 2019
Lễ trao giải Phim truyền hình KBS 2019 là lễ trao giải do đài KBS tổ chức để tôn vinh các thành tích xuất sắc trong các bộ phim truyền hình Hàn Quốc phát sóng trên đài KBS2 năm 2019. Lễ trao giải được tổ chức vào ngày 31 tháng 12 năm 2019 tại Yeouido, Seoul, được chủ trì bởi Jeon Hyun-moo và Shin Hye-sun.